# Trenta-sis immortals de la poesia
Els trenta-sis immortals de la poesia (三十六歌仙, Sanjūrokkasen) són un grup de poetes medievals japonesos seleccionats per Fujiwara no Kint al començament del segle xi, com els millors exemples de la poesia japonesa fins a aquest moment.

## Els trenta-sis immortals de la poesia

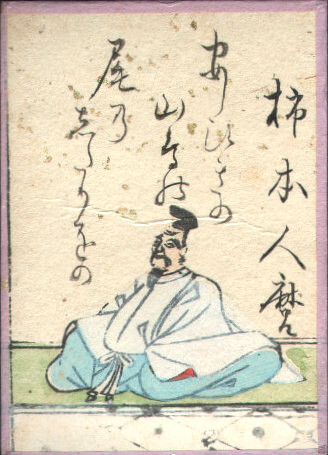
Kakinomoto no Hitomaro (柿本人麻呂)
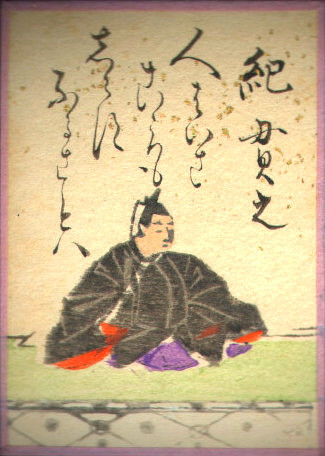
Ki no Tsurayuki (紀貫之)
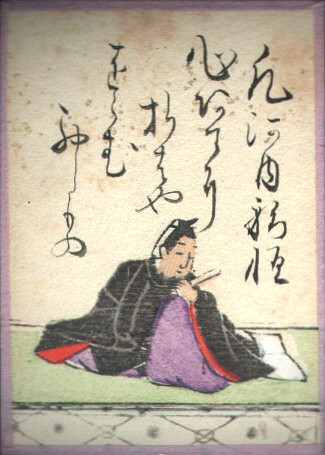
Ōshikōchi Mitsune (凡河内躬恒)
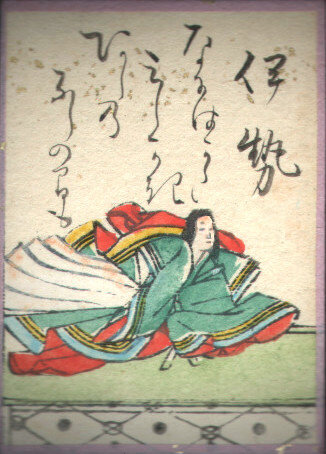
Ise (伊勢)
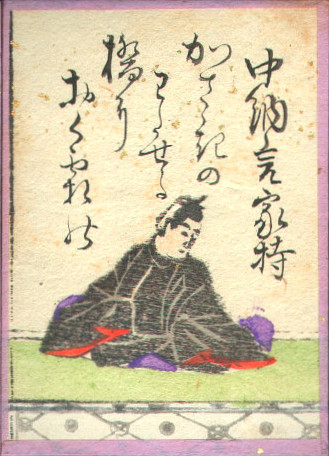
Ōtomo no Yakamochi (大伴家持)
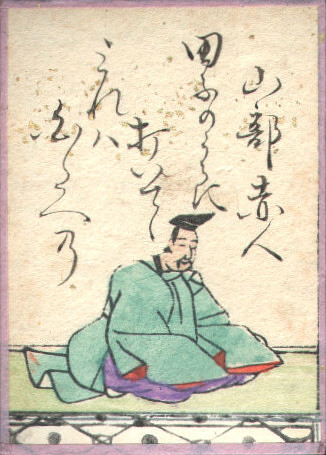
Yamabe no Akahito (山部赤人)
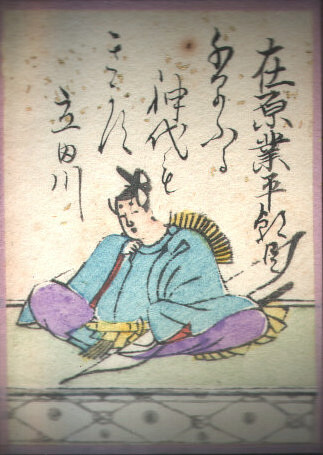
Ariwara no Narihira (在原業平)
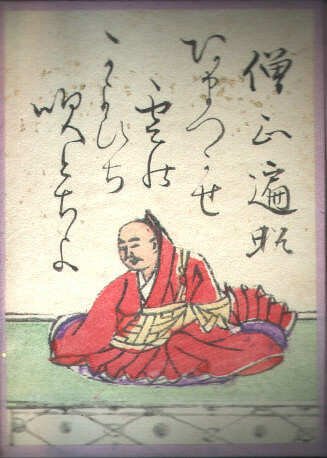
Henjō (遍昭)
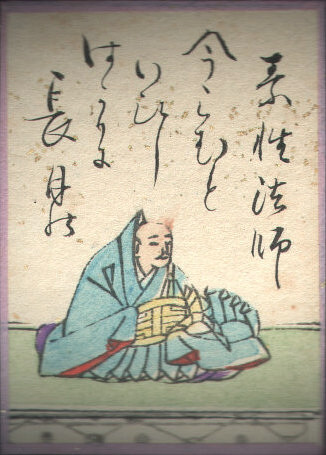
Sosei (素性)
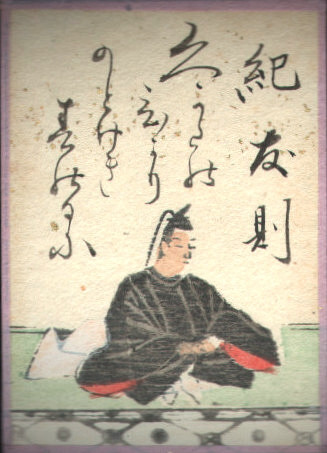
Ki no Tomonori (紀友則)
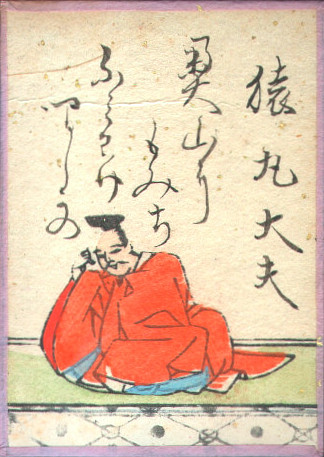
Sarumaru no Taifu (猿丸大夫)
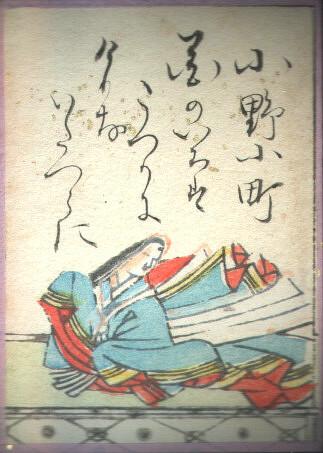
Ono no Komachi (小野小町)
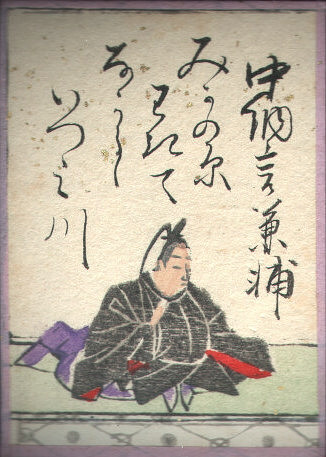
Fujiwara no Kanesuke (藤原兼輔)
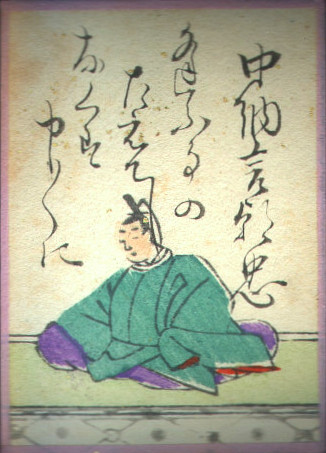
Fujiwara no Asatada (藤原朝忠)
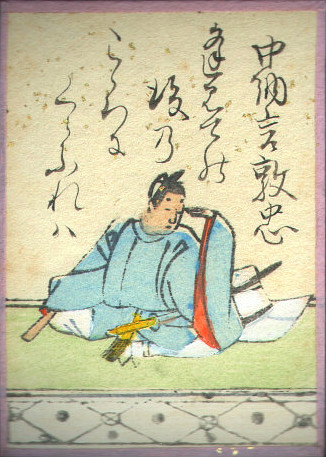
Fujiwara no Atsutada (藤原敦忠)
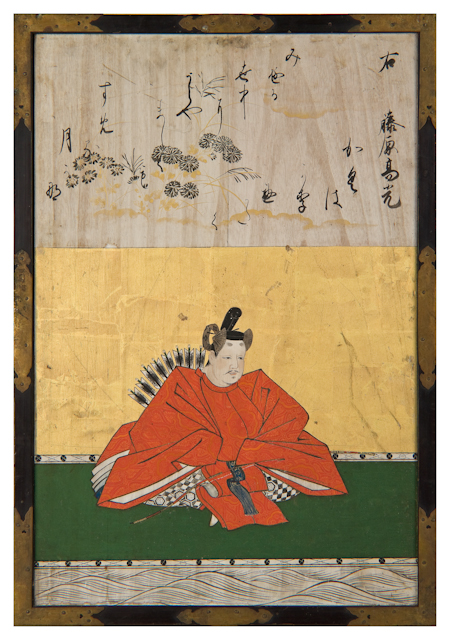
Fujiwara no Takamitsu (藤原高光)
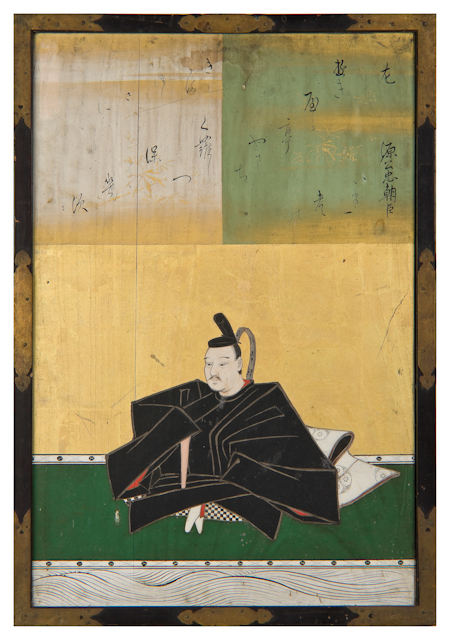
Minamoto no Kintada (源公忠)
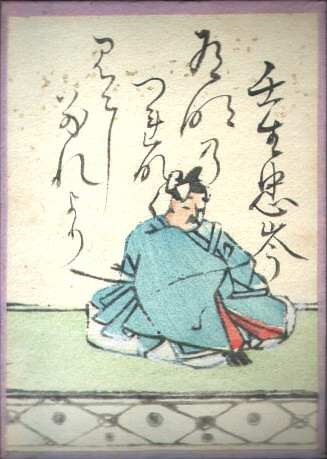
Mibu no Tadamine (壬生忠岑)
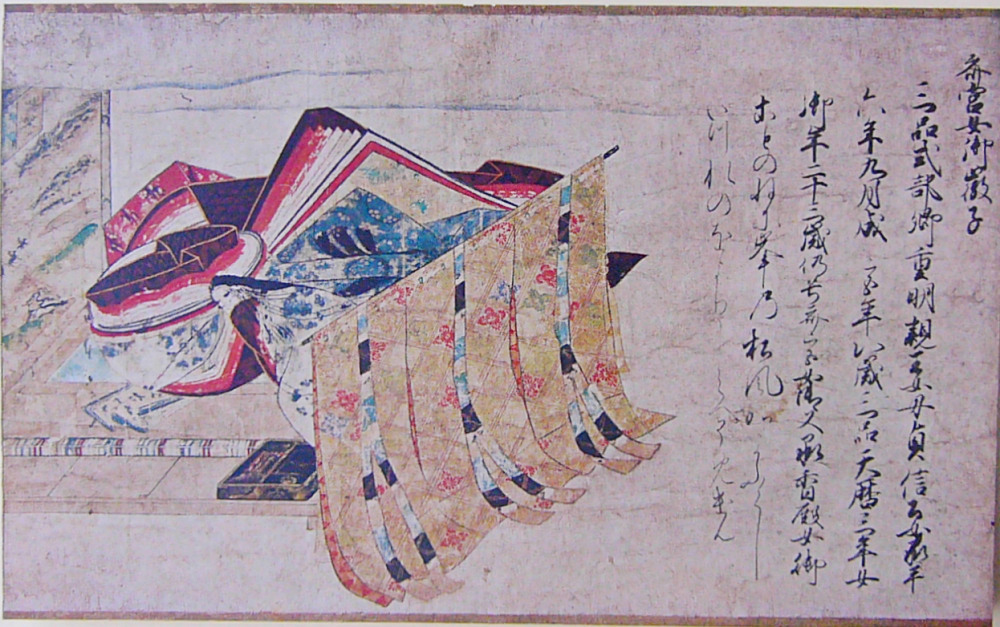
Kishi Joō (徽子女王)
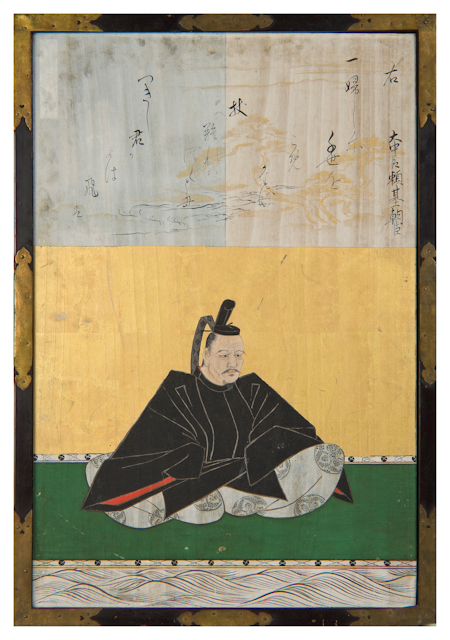
Ōnakatomi no Yoritomo (大中臣頼基)
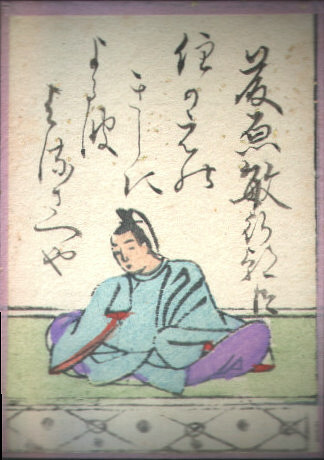
Fujiwara no Toshiyuki (藤原敏行)
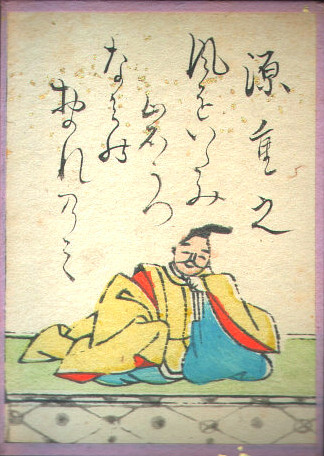
Minamoto no Shigeyuki (源重之)
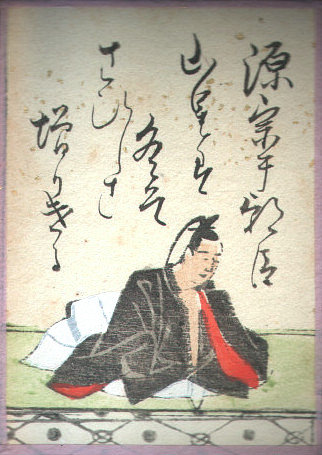
Minamoto no Muneyuki (源宗于)
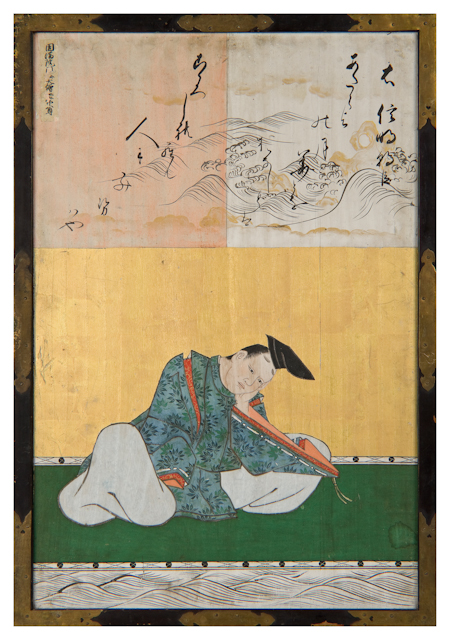
Minamoto no Saneakira (源信明)
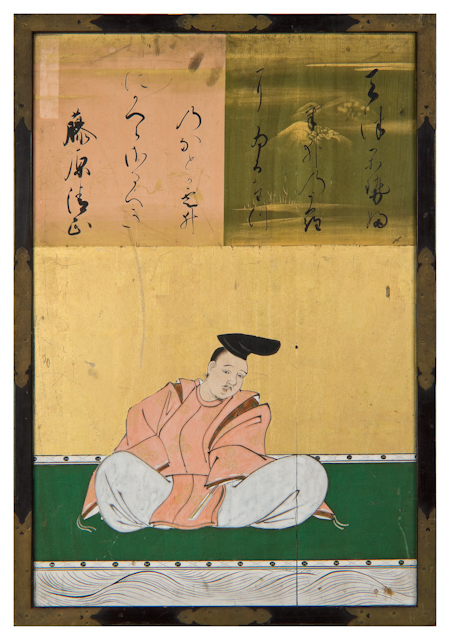
Fujiwara no Kiyotada (藤原清正)
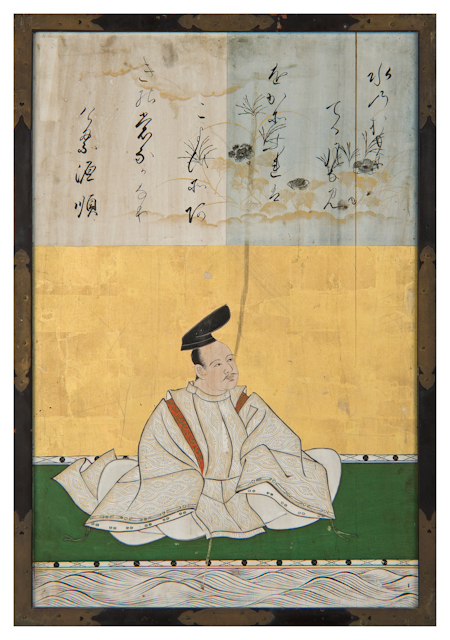
Minamoto no Shitagō (源順)
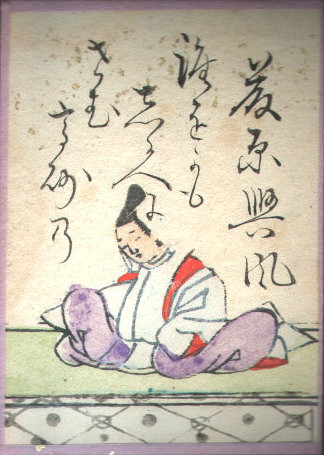
Fujiwara no Okikaze (藤原興風)
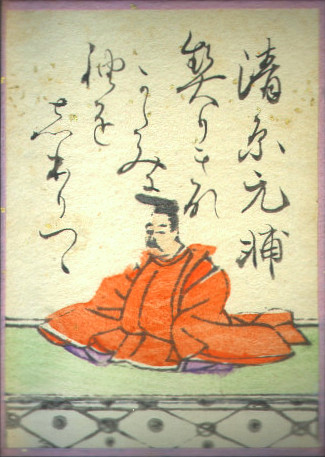
Kiyohara no Motosuke (清原元輔)
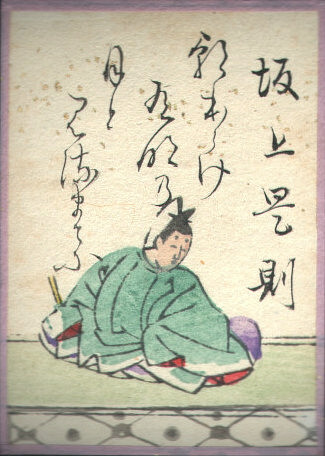
Sakanoue no Korenori (坂上是則)
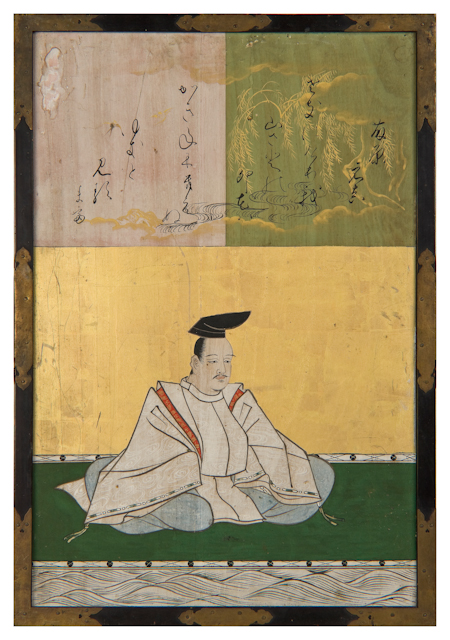
Fujiwara no Motozane (藤原元真)
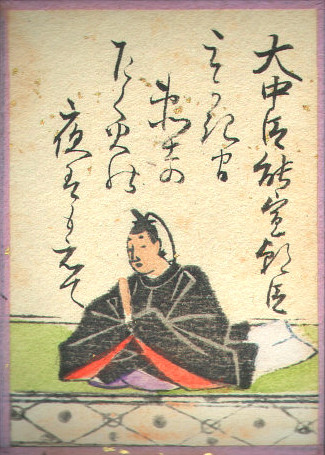
Ōnakatomi no Yoshinobu (大中臣能宣)
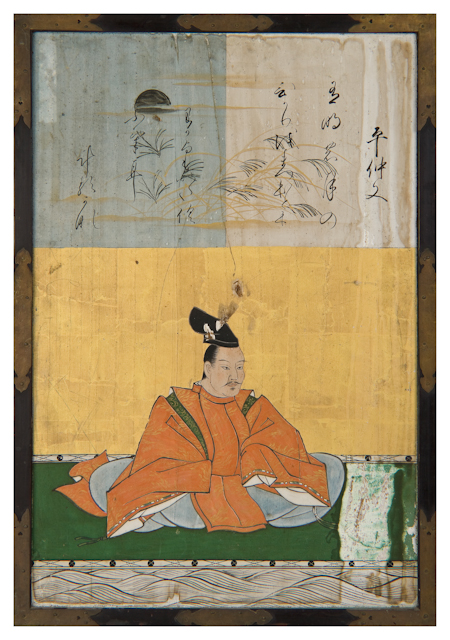
Fujiwara no Nakafumi (藤原仲文)
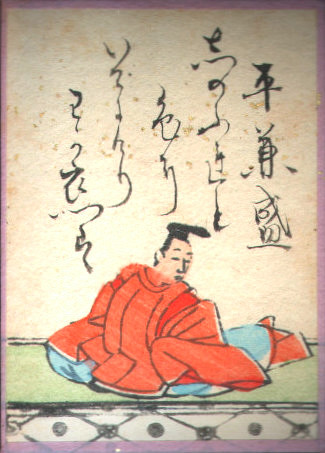
Taira no Kanemori (平兼盛)
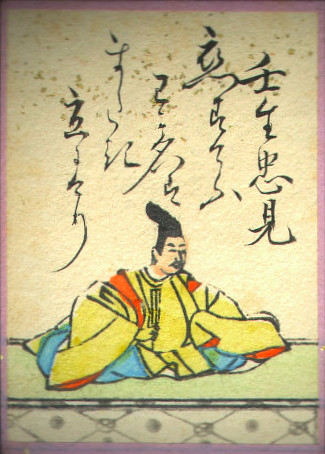
Mibu no Tadami (壬生忠見)
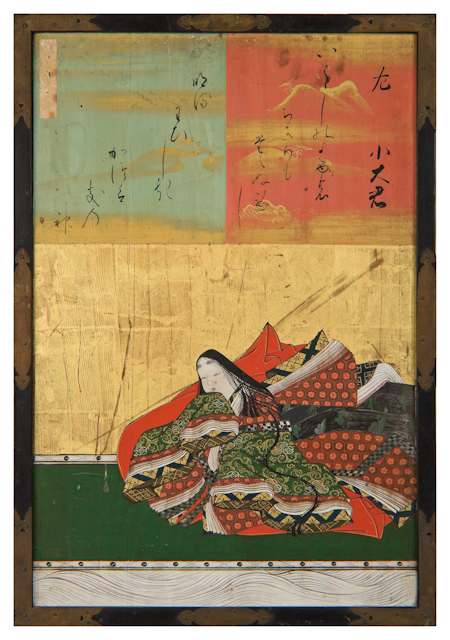
Kodai no Kimi (小大君)
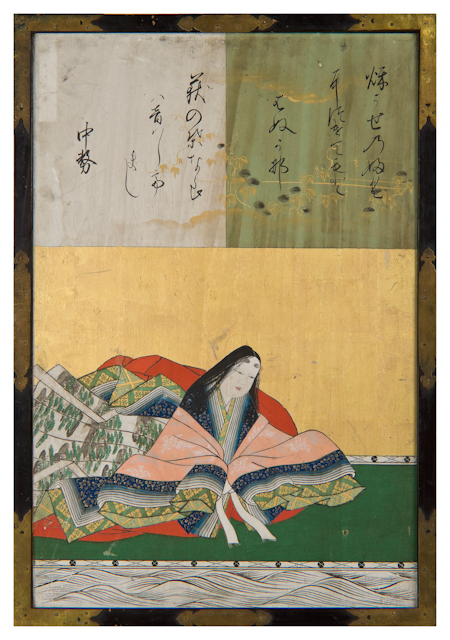
Nakatsukasa (中務)